# Mycobates tricostatus
Mycobates tricostatus is een mijtensoort uit de familie van de Mycobatidae. De wetenschappelijke naam van de soort is voor het eerst geldig gepubliceerd in 2006 door Aoki.